# Arismendy Peguero
Arismendy Peguero (República Dominicana, 2 de agosto de 1980) es un atleta dominicano especializado en la prueba de 4x400 m, en la que consiguió ser medallista de bronce mundial en pista cubierta en 2008.

## Carrera deportiva
En el Campeonato Mundial de Atletismo en Pista Cubierta de 2008 ganó la medalla de bronce en los relevos de 4x400 metros, llegando a meta en un tiempo de 3:07.77 segundos que fue récord nacional, tras Estados Unidos y Jamaica (plata).